# 布里連特 (新墨西哥州)
布里連特（英語：Brilliant）是位於美國新墨西哥州科爾法克斯縣的非建制地區。

## 歷史
布里連特的郵局於1906年設立，其後於1954年停運。

## 地理
布里連特所處的海拔為高於海平面2184米（即7166英呎），而該地所採用的時區為UTC-7，即北美山地时区（MST）。同時該地設有夏令時間，為UTC-7調快一小時，即UTC-6（MDT）。